# Anthericum × confusum
Anthericum × confusum là một loài thực vật có hoa lai ghép trong họ Asparagaceae. Loài này được Domin mô tả khoa học đầu tiên năm 1926.